# Oostfalen

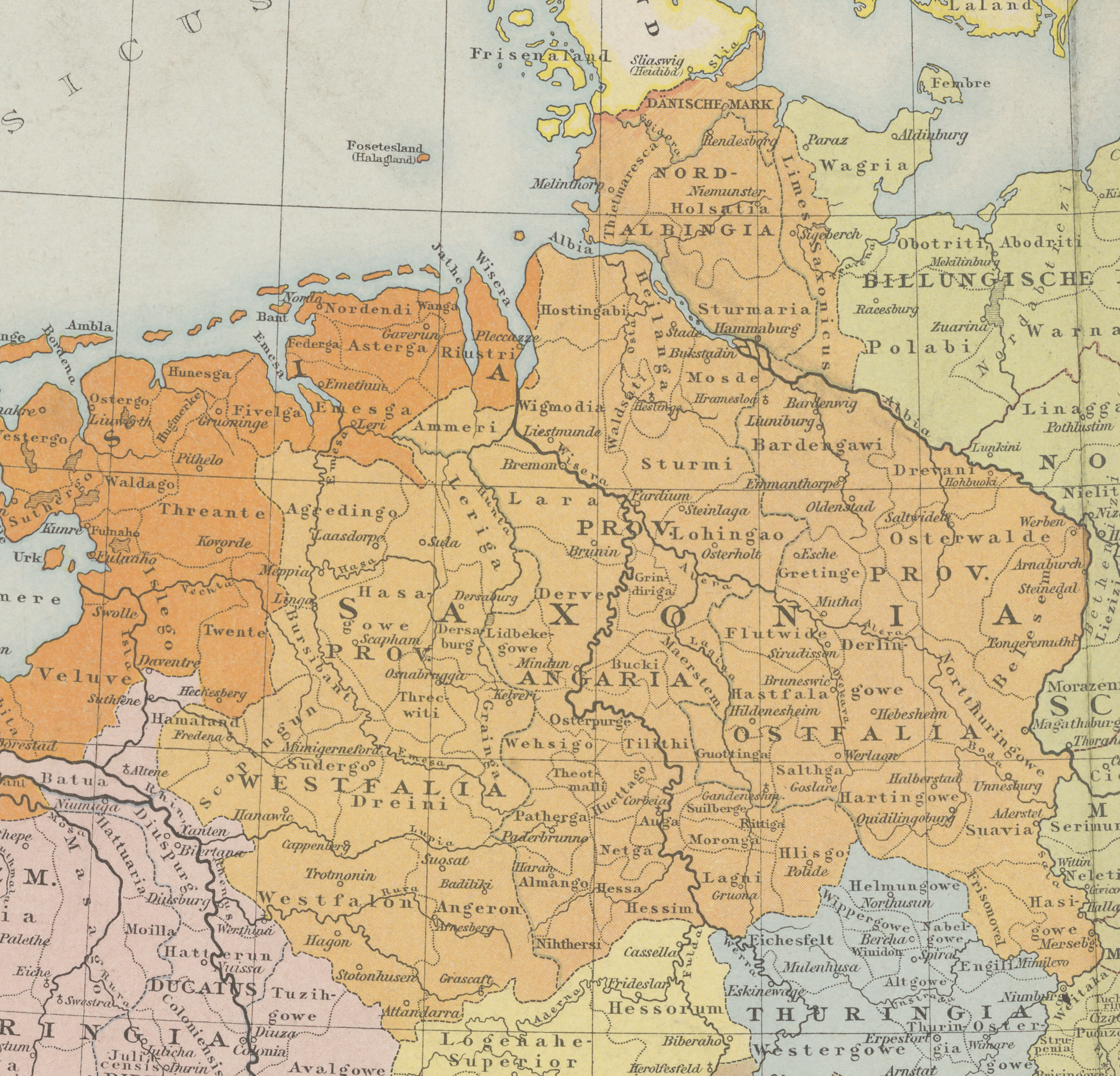
Hertogdom Saksen rond 1000, met Oostfalen aangegeven

Oostfalen was een van de vier gebiedsdelen van het oude stamhertogdom Saksen in de vroege middeleeuwen. Het was gelegen tussen de Wezer, Elbe, Saale en Unstrut, in het huidige oosten van Nedersaksen en westen van Saksen-Anhalt. De andere drie Saksische gebiedsdelen waren Engern, Noordalbingië en Westfalen.
In de Annales regni Francorum worden de bewoners van Oost- en Westfalen voor het eerst vermeld bij de beschrijving van het jaar 784, toen Karel de Grote en zijn oudste zoon Karel ten strijde trokken tegen de Saksen; Karel de Grote tegen de "Ostfalaos" en zijn zoon tegen de "Westfalaos".
Waarschijnlijk is het woord "falen" verwant aan het Latijnse "planus", in de betekenis van veld of vlakte. Oostfalen was dus het oostelijke land van de Saksen.
De beduiding van de regio als Oostfalen is later in onbruik geraakt; het dialect van de bewoners wordt tegenwoordig wel Oostfaals genoemd.
Altes Land · Ammerland · Braunschweiger Land · Eichsfeld · Elbe-Weser-Dreieck · Eemsland (Emsland) · Land Hadeln · Land Wursten · Harz · Hildesheimer Börde · Hümmling · Kehdingen · Leinebergland · Lüneburger Heide · Oldenburger Land · Oldenburger Münsterland · Oostfalen (Ostfalen) · Oost-Friesland (Ostfriesland) · Osnabrücker Land · Schaumburger Land · Solling · Zuid-Nedersaksen (Südniedersachsen) · Wendland · Weserbergland · Wümmeniederung